# Джентльмен узбережжя Барбарі
«Джентльмен узбережжя Барбарі» (англ. Barbary Coast Gent) — американський комедійний вестерн режисера Рой Дель Рута 1944 року.

## Сюжет
Гонест Плуш Браннон — шахрай, викинутий з берберійського узбережжя в Сан-Франциско в 1880 році і прямуючий до області золотої лихоманки в Неваді.

## У ролях
- Воллес Бірі — Гонест Плуш Браннон
- Бінні Барнс — Ліл Деміш
- Джон Керредін — Дюк Кліт
- Брюс Келлогг — Бредфорд Белламі III
- Френсіс Рафферті — Портія Адер
- Чілл Віллс — шериф Гайтавер
- Ной Бірі — Піт Ганібал
- Генрі О'Нілл — полковник Ватроус
- Рей Коллінз — Джонні Адер
- Морріс Анкрум — Алек Відер
- Дональд Мік — Бредфорд Белламі I
- Еддісон Річардс — Вейд Гамелін
- Гаррі Гейден — Елайз Портер
- Пол Е. Барнс — Тім Ші
- Пол Герст — Джейк Комптон
- Віктор Кіліан — Каррі Слейк